# Dörrbohnen

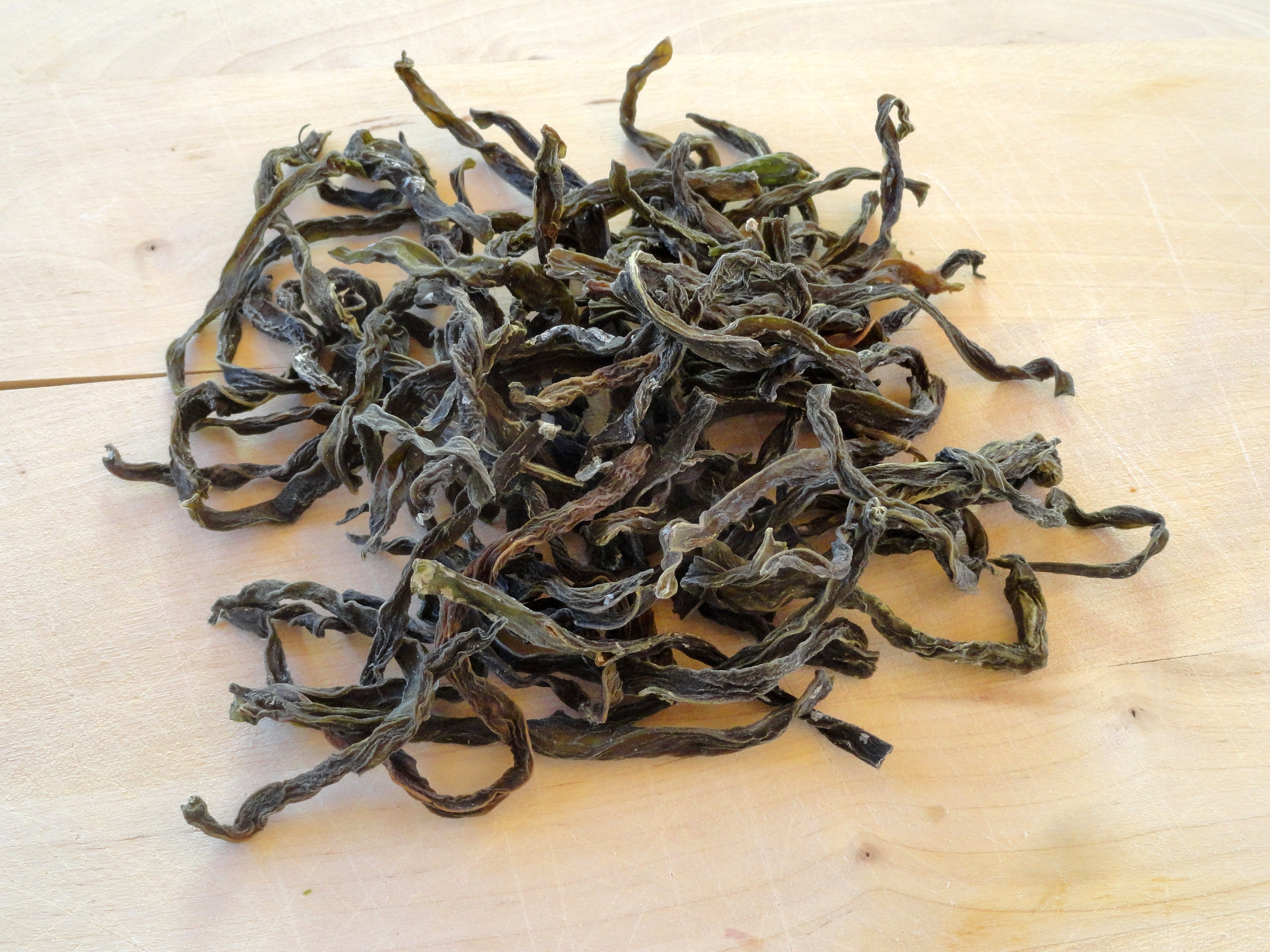
Trockene Dörrbohnen

Dörrbohnen sind grüne Hülsen der Gartenbohnen, die durch Dörren konserviert wurden. Sie sind vor allem in der Schweiz und in der Pfalz verbreitet. Vor dem Konsum müssen Dörrbohnen mehrere Stunden lang eingeweicht werden. Anschliessend werden sie mit Zwiebeln, Knoblauch und Gewürzen angedünstet und mit Brühe abgelöscht. Dörrbohnen werden oft als Beilage zu Fleischgerichten wie beispielsweise der Berner Platte serviert.